# Mareta Espinosa
María del Mar Espinosa Sánchez Vallejo (Madrid, 7 de agosto de 1957), conocida como Mareta Espinosa, es una artista española feminista experta en gestión cultural. En el año 2011, creó y dirigió  el  Festival Miradas de Mujeres de la Asociación Mujeres en las Artes Visuales, MAV. Tras el éxito de esta convocatoria a nivel nacional, repitió la experiencia y dirigió de nuevo el segundo festival en el año 2013.Ha sido cofundadora y codirectora junto con el crítico de arte Carlos Jiménez Moreno de la galería Saída Art Contemporain de Tetuán (Marruecos).

## Trayectoria profesional

### Formación
Licenciada en pintura por la Facultad de Bellas Artes de Madrid. Grabado Calcográfico, Serigrafía y Dibujo de Ilustración. Participó en el Seminario de arte árabe en Irak, Gobierno Iraquí y Ministerio de Cultura de España. 
Como complemento a su formación asistió a los Talleres de Arte Actual del Círculo de Bellas Artes de Madrid, a cargo de Alfonso Fraile y Joan Hernández Pijuan.

### Desarrollo
A lo largo de su carrera, ha realizado múltiples exposiciones y también ha comisariado otras.
Su experiencia como artista, y su capacidad de gestión, le ha llevado a realizar labores de dirección como la creación y gestión de  los dos primeros Festivales Miradas de Mujeres de la Asociación MAV, Mujeres en las Artes Visuales. Dicho festival se generó en diferentes instituciones de varias ciudades españolas, En Madrid en diferentes sedes como en Matadero. Intermediae. El celebrado en el  Museo Carmen Thyssen de Málaga.  Esos festivales fueron el germen de lo que posteriormente fue denominado Bienal Miradas de Mujeres, Bienal realizada cada dos años, goza de una continuidad y prestigio internacional.  
Tras la implantación del festival en España, cambia de país y se embarca en crear en  Tetuán, Marruecos, un centro cultural denominado Saída. Art contemporain, puesto en marcha en julio de 2015. Este centro codirigido con el crítico de arte, teórico y escritor Carlos Jiménez es creado por ambos con el afán de dinamizar y modernizar la actividad cultural de la ciudad, para lo cual realizaron múltiples exposiciones, talleres, cursos, incluso participaron en la Feria de Arte Contemporáneo de Madrid Estampa con obras de artistas del país africano con el fin de promocionarlos y darles visibilidad internacional.
En el año 2018 junto a otras instituciones como el Instituto Francés, el Instituto Cervantes, el Centro de Arte Moderno de Tetuán y la Galería Saida, aunando esfuerzos con estas instituciones, organizaron una exposición en la que varias artistas contemporáneas de diversas procedencias, crearon conjuntamente una exposición que contaba con una diversidad de medios de expresión como el dibujo, el grabado, la fotografía y la instalación,  conservando individualmente la singularidad que las distingue y sobre todo la importancia que todas conceden al pensamiento y la reflexión. La exposición se complementó con un taller creativo dirigido a mujeres y realizado por la artista Mery País.

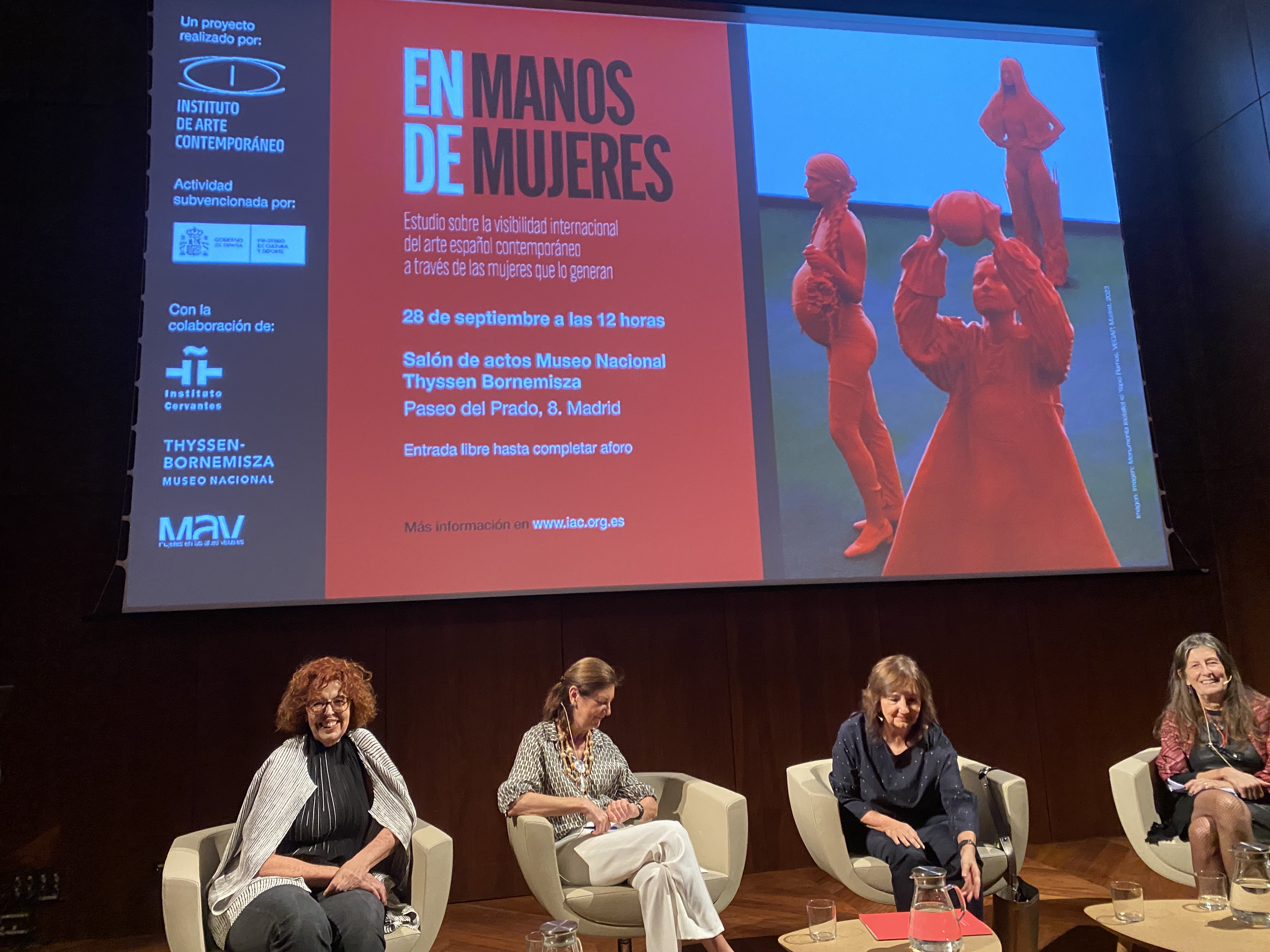
En la presentación de En manos de mujeres, en el Museo Thyssen de Madrid en 2023, en la imagan las participantes Mareta Espinosa, Julieta Rafecas, Fietta Jarque y Roberta Bosco.

En el año 2023, crea y dirige el proyecto En manos de mujeres, estudio sobre la visibilidad del arte español contemporáneo, presentado por el IAC, Instituto de Arte Contemporáneo, asociación de la que es vocal de la junta directiva. Dicho estudio se ha presentado en el Museo Nacional Thyssen Bornemisza y en el Instituto Cervantes, ambas sedes en Madrid.

## Becas y premios
1982.- Grabado Calcográfico, Diputación de Segovia, Segovia. 
1982.-1º Premio del Ayuntamiento de Madrid, “Carrozas de Carnaval”. 
1983 a 1986.- Beca de Formación de Personal Investigador, Mº de Educación y Ciencia. 
1986.- Simposio “Arte Joven y Ciudad”, Oviedo.  
1992.- Simposio “Arte Joven y Medio Ambiente”, Gijón. 
1992- 1º Premio del XIV Salón de Otoño de Pintura, Caja Extremadura, Plasencia. 